# Kalaha

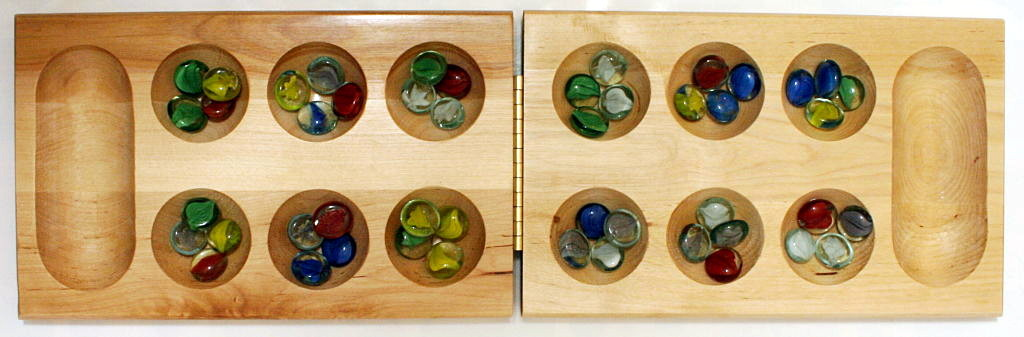
Kalaha-Brett mit bunten Glassteinen (amerikanischer Stil)

Kalaha, im englischen Sprachraum Kalah, im deutschen Sprachraum auch Steinchenspiel genannt, ist ein modernes Strategiespiel der Mancala-Familie (von arab.: نقل / naqala / ‚befördern, transportieren‘) für zwei Spieler. Mancala (auch: Mankala, Manqala) ist der wissenschaftliche Gattungsbegriff (generischer Terminus) für eine Gruppe von Brettspielen, bei denen der Inhalt von Mulden nach bestimmten Regeln umverteilt wird. In Deutschland benutzt man auch den Begriff Bohnenspiele.

## Geschichte
Das Spiel wurde 1940 von dem US-amerikanischen Steuerberater William Julius Champion (1880–1972) in Mystic, Connecticut, auf der Basis des klassischen Mancala-Bohnenspiels als neue Variante erfunden. Die Idee dazu bekam er schon 1905, als er an der Yale-Universität (New Haven, Connecticut) einen Artikel über die Weltausstellung in Chicago (1893) las, in dem über Mancala-Spiele berichtet wurde. Das Spiel erschien erstmals 1944 auf dem US-amerikanischen Markt und wurde ab 1958 von der von Champion eigens zu diesem Zweck gegründeten Kalah Game Company produziert. Champion ließ sein Spiel 1952 (Design) und 1955 (Regeln) patentieren. Der Markenname war in den USA von 1970 bis 2002 geschützt. Trotzdem fand es viele Nachahmer, darunter Conference (Mieg's, 1965), Sahara (Pelikan, 1976) und Bantumi (auf Nokia-Handys seit 2000).
Kalaha ist fast identisch mit Dakon (Java) und Congkak (Malaysia), zwei asiatischen Mancala-Varianten. Der größte Unterschied ist, dass bei Kalaha mit dem Verteilen des letzten Samens der Spielzug endet, während bei den malayischen Spielen der Zug fortgesetzt wird, wenn der letzte Samen in eine gefüllte Spielmulde kommt. Die wichtigsten Gemeinsamkeiten sind, dass die Gewinnmulden beim Verteilen der Samen berücksichtigt werden und Bonus-Züge folgen, wenn der letzte Samen in die eigene Gewinnmulde fällt.
Das erste Kalaha-Computerprogramm wurde bereits 1960 am MIT von Wiley entwickelt. 1978 erreichte Paul Erich Frielinghaus den 5. Platz beim Bundeswettbewerb Jugend forscht mit seinem Kalaha-Programm (er nannte das Spiel Serata). Ein Kalaha-Programm, geschrieben in der Programmiersprache FORTRAN, wurde 1978/79 auch von Wolfgang Stahn entwickelt, Zweitplatzierter des Bundeswettbewerbs Jugend forscht des Jahres 1980, der diesen Preis dann zusammen mit Kai Himstedt jedoch mit einem Schachprogramm gewann. Die Kalaha-Varianten mit bis zu sechs Steinen pro Mulde und Brettgrößen bis sechs Mulden wurden von Donkers et al. im Jahr 2001 gelöst, mit Ausnahme von Kalaha (6, 6). Bei perfektem Spiel gewinnt meist der anziehende Spieler, doch gibt es auch Konstellationen, bei denen der nachziehende Spieler im Vorteil ist oder die Partie unentschieden endet.
Ein großes Kalaha-Turnier mit 32 Teilnehmern fand 1963 an der Coolidge School in Holbrook, Massachusetts (USA), statt. Es wurde von Ira Burnim gewonnen. Heute gibt es jedes Jahr mehr als 50 Kalaha-Turniere in den USA, meist von Schulen, Jugendzentren, Museen und Bibliotheken organisiert. Kalaha wird von der Kellog Electronic Research Academy in Chicago zur Förderung von Schülern eingesetzt, die unter Dyskalkulie leiden.
In Deutschland gab es Kalaha-Projekte an der Friedrich-Rückert-Oberschule in Berlin, der Lambertischule in Coesfeld, dem Erich-Klausener-Gymnasium in Adenau und dem Kindergarten St. Benedikt in Hannover.
Die ältesten Mancala-Spielbretter wurden im Nordwesten Äthiopiens bei Matara und Yeha gefunden und stammen etwa aus dem 6.–8. Jahrhundert n. Chr. Zwar wurden auch Muldenreihen im Tempelbezirk von Kurna (1400 v. Chr.), Ägypten, auf Zypern und an verschiedenen Orten in Sri Lanka entdeckt, doch weiß man bis heute nicht, ob es sich dabei überhaupt um Spielbretter handelt, und, wenn ja, welche Spiele darauf gespielt wurden. Auch ist die Datierung dieser Funde äußerst schwierig. Die Muldenreihen von Kurna sind wahrscheinlich erst 1700 Jahre nach dem Bau des Tempels entstanden, da in der Nähe wohl gleichzeitig auch koptische Kreuze eingraviert wurden. Trotzdem wird immer wieder behauptet, dass Mancala-Spiele „5000 Jahre alt“ seien, was man getrost als modernen Mythos bezeichnen kann. Auf diese Weise versuchte schon Champion den Umsatz seines Spiels zu steigern.
Trotz der sehr einfachen Spielregeln bietet Kalaha viele taktische Möglichkeiten.

## Regeln

### Material
| Store (0) | 4 | 3 | 3 | 3 | 3 | 3 | Store (0) |
| Store (0) | 3 | 3 | 3 | 3 | 3 | 3 | Store (0) |

Das Kalaha-Spielbrett besteht aus zwei Muldenreihen mit jeweils sechs Spielmulden. Außerdem befindet sich an jedem Ende eine größere Gewinnmulde, auch Kalah genannt, welche im Laufe der Partie die gefangenen Samen aufnimmt. Jedem Spieler gehören die sechs Spielmulden auf seiner Seite des Brettes und die rechts von ihm gelegene Gewinnmulde. Zusätzlich benötigt man mindestens 36 kleine Steinchen.

### Vorbereitung
Zu Beginn des Spiels werden alle Spielmulden mit jeweils drei oder mit jeweils vier Steinchen gefüllt. Gewöhnlich beginnt der letzte Sieger das neue Spiel.

### Ziel
Das Ziel des Spiels ist es, mehr Samen zu sammeln als der Gegner. Da es nur 36 Samen gibt, reichen 19, um dies zu erreichen. Da es eine gerade Anzahl an Samen gibt, ist ein Unentschieden möglich, wenn beide Spieler am Ende 18 Samen ihr Eigen nennen.

### Spielprinzip
Beispielrunde:
| Store (0) | Empty | 2 | 1     | 2 | 3        | 5 | Store (0) |
| Store (0) | 4     | 3 | Empty | 1 | 2 to sow | 2 | Store (0) |

Der untere Spieler beginnt von der hervorgehobenen Spielmulde aus, die Samen zu verteilen.
| Store (0) | Empty    | 2 | 1     | 2 | 3         | 5      | Store (1) |
| Store (0) | 4 to sow | 3 | Empty | 1 | Now empty | 2 to 3 | Store (1) |

Da der letzte Samen in seine Gewinnmulde gefallen ist, bekommt er eine Extra-Runde.
| Store (0) | Empty     | 2      | 1      | 2      | 3 captured       | 5 | Store (1) |
| Store (0) | Now empty | 3 to 4 | 0 to 1 | 1 to 2 | 0 to 1, captured | 3 | Store (1) |

Der letzte Samen ist in eine leere Spielmulde gefallen, dem eine gefüllte Mulde gegenüberliegt, deshalb bekommt der untere Spieler die hervorgehobenen Samen.
Die Runden der Spieler bestehen darin, die Samen in den Mulden zu bewegen. Wenn ein Spieler an der Reihe ist, wählt er eine seiner Spielmulden, nimmt ihren Inhalt und verteilt ihn gegen den Uhrzeigersinn in die darauffolgenden Mulden. Dabei wird in jede Mulde, außer in die gegnerische Gewinnmulde, ein Samen gelegt.

### Extra-Runde
Wenn der letzte Samen in der eigenen Gewinnmulde landet, gewinnt der aktive Spieler eine Extra-Runde (oder: Bonus-Zug). Dies kann der Spieler auch mehrmals wiederholen und darf dann jeweils weiterspielen.

### Fangen
Wenn der letzte Samen in einer leeren Spielmulde des aktiven Spielers landet und direkt gegenüber in der gegnerischen Mulde ein oder mehrere Samen liegen, sind sowohl der letzte Samen als auch die gegenüberliegenden Samen gefangen und werden zu den eigenen Samen in die Gewinnmulde gelegt.

### Spielende
Das Spiel endet, wenn nach einem Zug alle Spielmulden eines Spielers leer sind. Der andere Spieler leert seine Spielmulden ebenfalls und legt die Samen in seine Gewinnmulde. Gewinner ist, wer die meisten Samen in seiner Gewinnmulde hat.

### Varianten
Anstatt mit drei Samen kann auch mit vier, fünf oder sechs Samen pro Mulde gespielt werden. Dadurch wird das Spiel wesentlich anspruchsvoller. Informatiker untersuchten auch andere Brettgrößen mit eins bis sechs Steinen je Mulde. Eine weitere Variante ist Cross-Kalah, die von dem Amerikaner W. Dan Troyka im Jahr 2001 erfunden wurde.